# Cecilia Roth
Cecilia Edith Rotenberg Gutkin (Buenos Aires, 8 de agosto de 1956), conocida artísticamente como Cecilia Roth, es una actriz argentina de cine, teatro y televisión. También tiene nacionalidad española.
La carrera de la actriz empezó a los 16 años, al mismo tiempo que cursaba su formación escolar. En 1975, participó en las películas No toquen a la nena de Juan José Jusid y Crecer de golpe de Sergio Renán, marcando así el comienzo de una carrera que se extendería a través de décadas y fronteras.
Dos años después, Roth se establecería en España, donde su talento fue apreciado por directores como José Luis Garci, Pedro Masó y Juan José Porto. Su participación en Arrebato de Iván Zulueta (1979) la consagró como una figura de culto en el cine de autor, hecho que quedaría confirmado en 1980, cuando inició una fructífera colaboración con Pedro Almodóvar, protagonizando películas icónicas como Pepi, Luci, Bom y otras chicas del montón (1980), Laberinto de pasiones (1982) y Entre tinieblas (1983). Su interpetación en Todo sobre mi madre (1999), película ganadora en los premios Óscar, le valió el Premio Goya a la Mejor Interpretación Femenina Protagonista y obtuvo el Premio del Cine Europeo a la Mejor Actriz Europea, siendo la única argentina y latinoamericana en recibir el galardón.
Entre su filmografía se encuentran las aclamadas Martín (Hache), Una noche con Sabrina Love, Kamchatka, Dolor y gloria y El Ángel. En televisión, comenzó interpretando papeles de reparto en el ciclo televisivo Atreverse. Más tarde, protagonizó dos episodios de Mujeres asesinas y protagonizó la serie Tratame bien, por la que ganó el Premio Martín Fierro en la categoría de Mejor actriz de unitario y/o miniserie.
En la XI Edición de los Premios Platino, Roth recibió el Premio de Honor en reconocimiento a su esfuerzo y dedicación como actriz, así como por su significativa contribución y representación en la historia del cine iberoamericano a nivel mundial.

## Biografía
Su padre, Abrasha Rotenberg, es judío de origen ucraniano que se estableció en los años 1930 en Buenos Aires, donde trabajó como escritor, editor y periodista. La madre de Cecilia, Dina Gutkin Saposnik, conocida como Dina Rot, era cantante, nació en Mendoza y pasó su infancia en Santiago de Chile. Su hermano Ariel Rot es también músico y reside en España.
Comenzó a trabajar como actriz en su país natal hasta que en 1976 se estableció en España huyendo de la última dictadura cívico-militar, adquiriendo también la nacionalidad española. Entre 1989 y 1992 estuvo casada con Gonzalo Gil, tras lo cual contrajo matrimonio con el cantautor argentino Fito Páez, con quien adoptó un hijo llamado Martín. La pareja se separó en 2001.
No ha dejado de trabajar en Argentina pese a triunfar plenamente en el cine español desde sus primeras apariciones en Las verdes praderas, de José Luis Garci, Arrebato, de Iván Zulueta, y Laberinto de pasiones, de Pedro Almodóvar. 
Entre sus películas más relevantes cabe señalar Un lugar en el mundo y Martín (Hache), ambas de Adolfo Aristarain, así como su papel protagonista en Todo sobre mi madre, también de Almodóvar; con ambos directores obtiene sendos premios Goya a la mejor actriz. 
En televisión protagonizó las telenovelas Por amor, junto a Arnaldo André y Marita Ballesteros; Nueve lunas; y los unitarios Laura y Zoe, junto a Susú Pecoraro, Epitafios, junto a Julio Chávez y Leonardo Sbaraglia, y Tratame bien, de nuevo junto a Chávez.

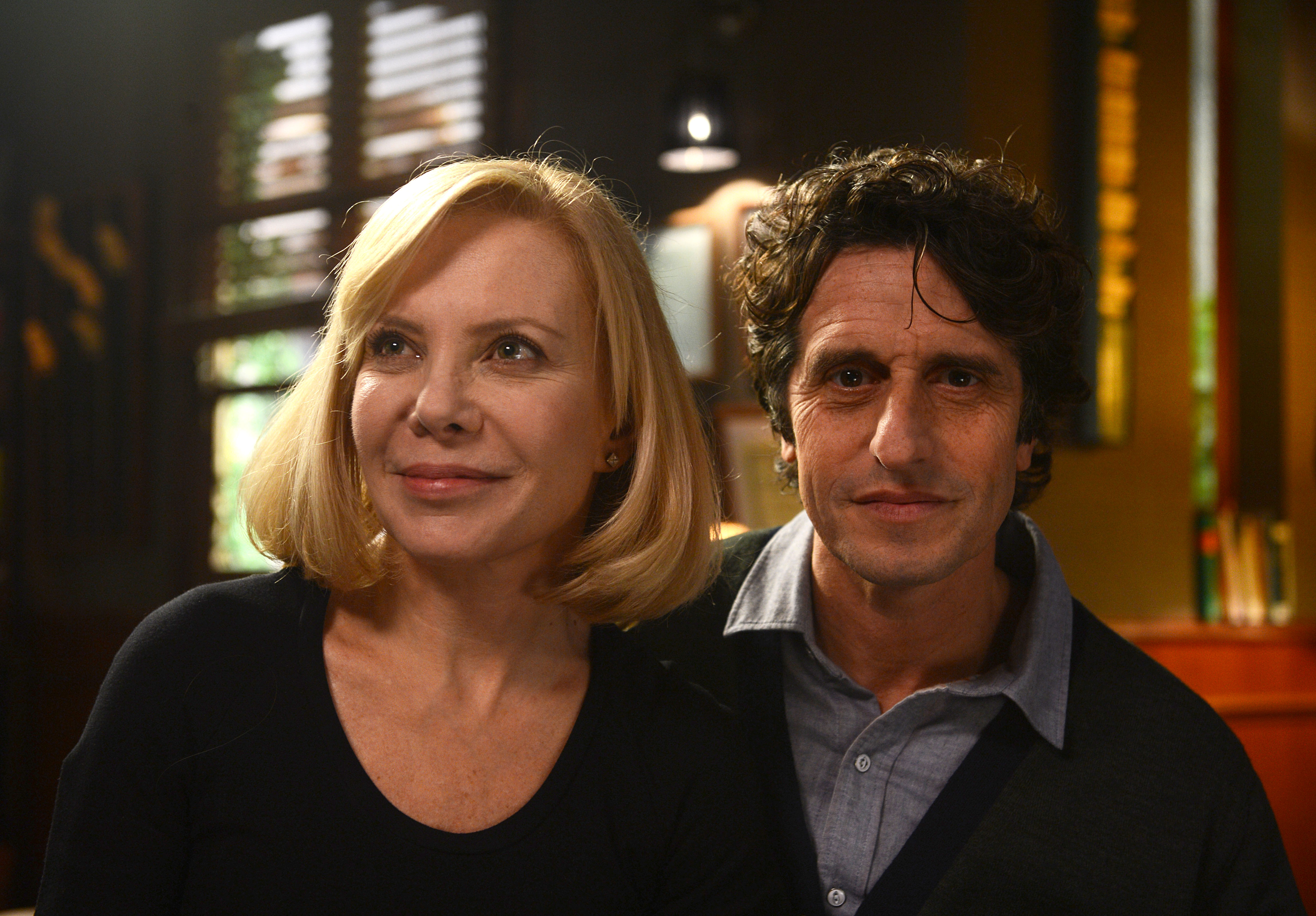
Roth junto a Diego Peretti en la tercera temporada de la serie En Terapia.

Además de hacer cine y televisión, también se ha dedicado a hacer teatro tanto en Argentina como en España. De 2013 a 2014 trabajó en la obra Una relación pornográfica de Philippe Blasband, junto a Darío Grandinetti.
Fue miembro fundadora de la Academia de las Artes y Ciencias Cinematográficas de la Argentina y vicepresidenta segunda en su primera comisión directiva. En 2022 recibió la Medalla de Oro de la Academia de Cine español.

## Carrera

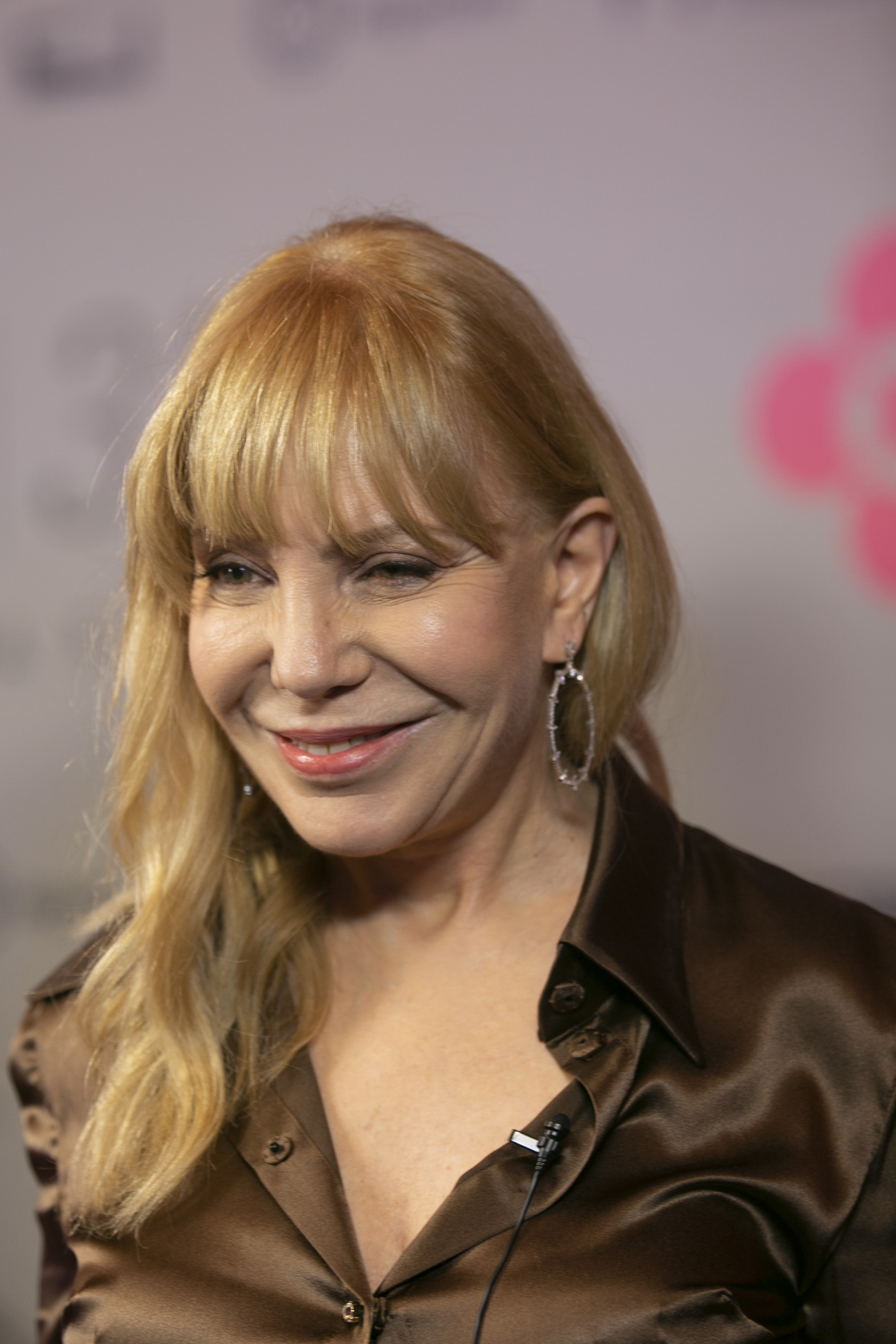
Roth en el Festival de Cine de Mar del Plata en 2022.

### Filmografía
Algunos de los trabajos más destacados en que participó la actriz en cine han sido los siguientes:
- No toquen a la nena (1976)
- Crecer de golpe (1977)
- Arrebato (1979)
- Las verdes praderas (1979)
- La familia, bien, gracias (1979)
- Pepi, Luci, Bom y otras chicas del montón (1980)
- Pepe, no me des tormento (1981)
- Laberinto de pasiones (1982)
- Entre tinieblas (1983)
- ¿Qué he hecho yo para merecer esto? (1984)
- El jardín secreto (1984)
- Los amores de Kafka (1988)
- Yo, la peor de todas (1990)
- Vivir mata (1991)
- Un lugar en el mundo (1991)
- Martín (Hache) (1997)
- Cenizas del paraíso (1997)
- Todo sobre mi madre (1999)
- Segunda piel (2000)
- Una noche con Sabrina Love (2000)
- Antigua vida mía (2000)
- Vidas privadas (2001)
- Hable con ella (2002)
- Kamchatka (2002)
- Deseo (2002)
- La hija del caníbal (2003)
- Otros días vendrán (2005)
- Sofacama (2006)
- El nido vacío (2008)
- Matrimonio (2012)
- Los amantes pasajeros (2013)
- Horas (2016)
- Migas de pan (2016)
- El Ángel (2018)
- Dolor y gloria (2019)
- Crímenes de familia (2020)
- Hasta el cielo ida y vuelta (2020)
- El prófugo (2021)
- Goyo (2024)
- Culpa cero (2024)

### Televisión
- Vinculos (1987)
- Atreverse (1990-1991)
- Amores 92 (1992)
- Nueve lunas (1994-1995)
- Epitafios (2004-2009)
- Mujeres asesinas (2005)
- Amas de casa desesperadas (2006)
- Tratame bien (2009)
- El elegido (2011)
- El pacto (2011)
- En terapia (2014)
- Historia de un clan (2015)
- Supermax (2017)
- El embarcadero (2019)
- Los internacionales (2020)
- La Mesías (2023)

### Teatro
- "Relaciones Peligrosas" (1992)
- ¡Disparatos en Varieté! (2006)
- Días contados (2006-2007)
- Amor, dolor y qué me pongo (2010)
- Una relación pornográfica (2013-2014)

### Narración
- Atlántico sur (2015-2016)

## Roth en ficción
En 2023 se estrenó la serie biográfica de Netflix sobre la vida de Fito Páez, El amor después del amor, en donde Cecilia Roth es interpretada por la actriz ucranianoargentina Daryna Butryk.